# Бернардо Коради
Бернардо Коради (итал. Bernardo Corradi; Сијена, 30. март 1976) је италијански бивши фудбалер.